# Arlberg Schnellstraße
De Arlberg Schnellstraße (S16) is een autoweg in de Oostenrijkse deelstaten Tirol en Vorarlberg. De weg loopt vanaf de A12 bij Landeck via de Arlberg Straßentunnel naar de A14 bij Bludenz. Voor de autoweg is een Oostenrijks tolvignet verplicht, met uitzondering van de Arlbergtunnel, waar apart tol betaald moet worden.
De S16 staat bekend als "dodenweg", omdat zich op de autoweg de meeste verkeersongelukken voordoen van heel Oostenrijk. Bij een ongeval op 28 december 2002 vonden vijf mensen de dood en raakten negen mensen gewond. Het gedeelte ten oosten van de Arlberg Straßentunnel is verbreed naar 2×2 rijstroken, met uitzondering van 2+1 rijstroken bij Flirsch.
Er zijn plannen om ook de weg bij Bludenz veiliger te maken. Het wegvak tussen Klösterle-Danöfen en Dalaas werd na grondige reconstructie ten behoeve van de verkeersveiligheid op 7 november 2005 heropend. De deelstaat Vorarlberg heeft gepland het wegvak tussen Bludenz-Montafon verder uit te bouwen met diverse inhaalstroken. Op dit wegvak mag over een lengte van veertien kilometer niet worden ingehaald. Een volledige uitbouw naar 2x2 rijstroken is echter vanwege het geringe verkeersaanbod niet gepland. Eveneens is de bouw van een tweede Dalaaser Tunnel tot nader order uitgesteld.
Door de bouw van de tweede Pfändertunnel en Ambergtunnel, stroomt het verkeer sneller richting het eindpunt van de A14 bij Bludenz, daar waar de snelweg over gaat in de autoweg S16. Een 3,5 kilometer lange tweede rijstrook van Bludenz naar Bings moet voor de vermindering van files gaan zorgen. De planningsfase voor dit project werd eind 2020 beëindigd en de verbreding zal vanaf het voorjaar van 2021 worden gebouwd.